# Баграт I (царь Имеретии)
Баграт I Малый (груз.: ბაგრატ I ერისთავი, Баграт Мц'ире; умер в 1372 году) – представитель династии Багратионов, из Имеретинской ветви (первая династия Имеретинских Багратионов, угасшая в 1455, потомки Гиас-ад-Дина). 
Баграт I Малый был царем Имеретии с 1329 по 1330 год, пока не был низложен из царя в князя после аннексии его государства, со стороны другого царя из династии Багратионов, Георгия V Блистательного.

## Биография
Баграт был единственным известным сыном царя Михаила, царя Имеретии, после смерти которого он наследовал трон в 1329 году.
Будучи несовершеннолетним в то время (отсюда его прозвище мц'ире), Баграт был вынужден остаться в своей столице Кутатиси, в провинции, которая была разделена соперничающими благородными родами.
В 1330 году Георгий V Блистательный, возродивший после монгольских нашествий страну, царь восточной Грузии, воспользовался ситуацией и тем, что он был родственником Баграта, и пересек Лихский хребет в Имерети, где его приветствовали многие имеретинцы, уставшие от постоянного насилия и анархии.
Имеретия была завоевана, и целостность Грузинского царства восстановлена.
Отныне Баграт I Малый был эриставом в Имерети, со своим местом в Шорапани, под протекторатом Георгия V.

## Семья
В 1358 году Баграт женился, с одобрения царя Давида IX, на дочери Кваркваре I, атабага из рода Джакели в Самцхе. У них было трое сыновей:
1. Александр I (умер в 1389 г.), эристави Имерети (1372–1378), царь Имерети (1387–1389).
2. Георгий I (умер в 1392 г.), царь Имерети (1389–1392 гг.).
3. Константин II (умер в 1401 г.), царь Имерети (1396–1401 гг.).